# Maizey
Maizey é uma comuna francesa na região administrativa de Grande Leste, no departamento de Meuse. Estende-se por uma área de 14,91 km². Em 2010 a comuna tinha 171 habitantes (densidade: 11,5 hab./km²).